# فولکس‌واگن قورباغه‌ای

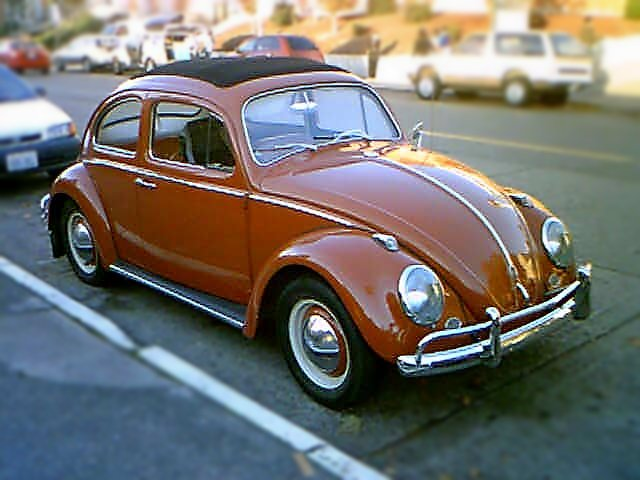

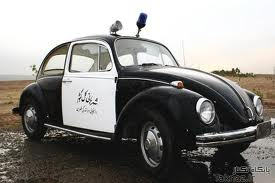
خودرو شهربانی در ایران (خودرو پیشین پلیس شهری)

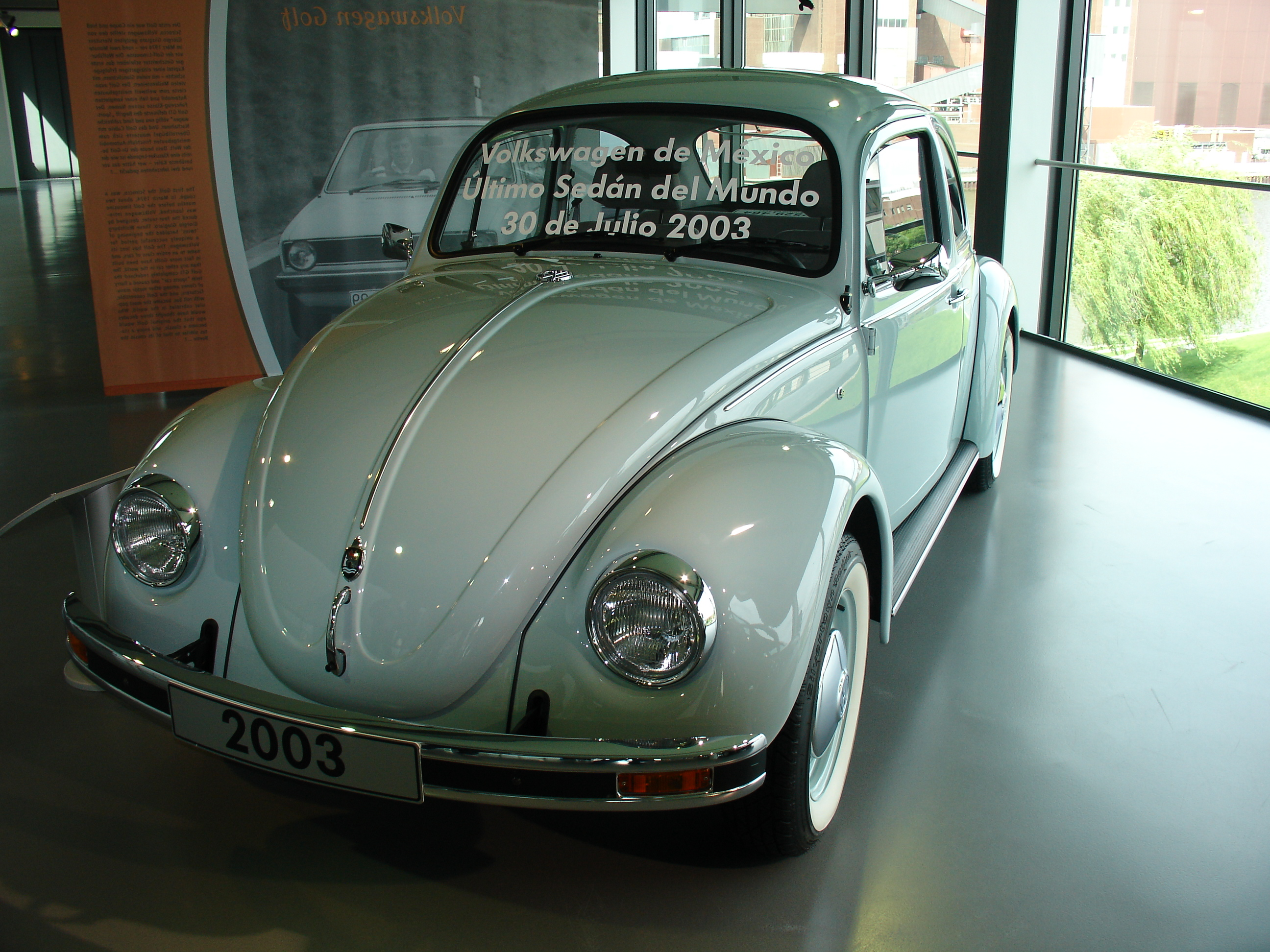
نسخه پایانی بیتل؛ ساخته شده در سال ۲۰۰۳

فولکس واگن بیتل یا فولکس واگن سوسک که در ایران به فولکس قورباغه‌ای شهره است، یک خودرو تولید شده توسط فولکس‌واگن و یکی از مشهورترین خودروهای جهان است.
این خودرو در ایران با نام فولکس قورباغه‌ای شناخته می‌شود و در برخی منابع ترجمه نیز از عبارت فولکس سوسکی و فولکس کفش‌دوزکی یاد شده‌است. هدف از طراحی این خودرو، تولید خودرویی اقتصادی و قابل استفاده برای عموم مردم بود.
این خودرو نخستین بار در سال ۱۹۳۸ و با نام فولکس واگن تیپ یک تولید شد. تولید فولکس واگن بیتل در سال ۱۹۹۴ دوباره با طراحی مدرن و با نام نیو بیتل (بیتل جدید) از سر گرفته شد و تا سال ۲۰۰۳ ادامه داشت که البته از جذابیت بیتل اصل برخوردار نیست.
با توجه به عمر طولانی تولید این خودرو سطح بسیار متنوعی از تجهیزات در مدل‌های گوناگون آن یافت می‌شود و از موتورهای گوناگونی بهره می‌برد. به‌جز مدل‌های استاندارد مدل‌های سفارشی گوناگونی نیز از این خودرو تولید شده‌است.
فولکس‌واگن بیتل با دارا بودن محبوب‌ترین طراحی خودرو تا کنون، طراحی سادهٔ خود را برای بیش از ۴۰ سال تغییر نداد. این خودرو توسط فردیناند پورشه به‌عنوان خودرویی ارزان برای مردم آلمان پس از جنگ جهانی دوم طراحی شد.
ریشهٔ فولکس‌واگن بیتل به دههٔ ۳۰ میلادی بازمی‌گردد؛ هنگامی که آدولف هیتلر دستور ساخت آن را داد. اما نقطهٔ عطف این خودرو در دههٔ ۵۰ اتفاق افتاد، هنگامی‌که این خودرو به یک پدیدهٔ جهانی تبدیل شد. با تعریف دوبارهٔ خودروی مقرون‌به‌صرفه و قابل اعتماد، بیتل در بسیاری از زمینه‌ها معادل دههٔ پنجاهی فورد مدل T بود. با گذشت زمان، مردم بیشتر و بیشتر سازوکار ساده و رویکرد تولید ساده این خودرو را تحسین کردند. با فروش میلیون‌ها نسخه در سراسر جهان، بیتل به محبوبیتی چشمگیر در ۲۰ سال پس از تولید خود دست یافت. فروش پایانی این خودرو که تا سال ۲۰۰۳ تولید می‌شد، پس از ۶۵ سال به عدد بی‌نظیر ۲۱ میلیون دستگاه رسید. این خودرو آنقدر موفق بود که بسیاری از خودروسازان را وادار به تفکر دوباره در مورد استراتژی‌های خودروهای کوچک خود و حتی تلاش برای نسخه‌برداری از فرمول بیتل کرد.

## تاریخچه
در اوایل دهه ۱۹۳۰ میلادی آدولف هیتلر که به تازگی به مقام پیشوایی آلمان رسیده بود طرحهای خود را برای یک خودرو ارزان و ساده که برای عموم قابل استفاده باشد به دکتر «فردیناند پورشه» ارائه کرد. پیش از این پورشه به همراه «زونداپ» طرح‌هایی را برای چنین خودرویی درسر داشتند که یکی از آن‌ها «پورشه تیپ ۱۲» با موتور تعبیه شده در عقب خودرو و طراحی قوس مانند بود.
دستور هیتلر کاملاً روشن بود: «ساخت خودرویی با قیمت برابر با یک موتورسیکلت با حداکثر سرعت۱۰۰ کیلومتر و توانایی جابه‌جای اعضای یک خانواده ۵ نفره»
پورشه کار طراحی را آغاز کرد و سرانجام در سال ۱۹۳۶ طرح‌های خودرو پایانی و نخستین پیش‌نمونه تولید شد. این خودرو کاملاً مطابق فلسفه پورشه طراحی شده بود که اعتقاد داشت بهترین خودروها انواع موتور عقب، هوا خنک و دیفرانسیل عقب هستند. پورشه این خودرو را «پورشه ۶۰» نامید اما مسئولان آلمانی نام KDF WAGEN را بر روی آن گذاشتند. نام بیتل (Beetle به معنی سوسک) نامی بود که از سوی جامعه بر این خودرو گذاشته شد اما تا سال ۱۹۶۷ از سوی فولکس واگن به رسمیت شناخته نشد. تولید خودرو در کارخانه‌ای که به همین منظور ساخته شده بود آغاز گردید.
شرکت تاترا بیش از دهسال قبل خودرویی با این مشخصات ساخته بود و بعدها معلوم شد الهام بخش پورشه و هیتلر برای طراحی فولکس واگن قورباغه ای شده و باعث درگیری بین تاترا و فولکس واگن گردید تا در نهایت در سال ۱۹۶۵ فولکس واگن ۱۰۰۰٬۰۰۰ مارک به تاترا پرداخت کرد.

تولید هنوز روند کندی داشت که ناگهان آتش جنگ جهانی دوم شعله‌ور شد. به همین سبب تمام توان کارخانه به سمت تولید انواع مناسب میدان‌های جنگ متمرکز شد. در طی جنگ کارخانه فولکس واگن چندین بار بمباران شد اما هر بار دوباره تولید از سر گرفته می‌شد. یکی از علل محبوبیت این خودرو نیز این بود که در بمباران‌ها، به دلیل عقب بودن موتور آسیب جدی نمی‌دید. پس از اشغال آلمان، سران انگلیس قصد داشتند کارخانه را به این کشور منتقل کنند، اما هیچ شرکت انگلیسی حاضر به پذیرش این کارخانه نشد و فولکس واگن در آلمان باقی ماند و روند تولید روال عادی خود را از سر گرفت.
در طی این مدت موتورهای ۱٫۱ لیتری و ۱٫۲ لیتری روی این خودرو نصب می‌شد. مدل‌های پیش از دهه ۵۰ را می‌توان از شیشه دوتکه عقب شناخت. در دهه ۶۰ موتورهای ۱٫۳ لیتری جایگزین انواع پیشین شدند. قیمت مناسب، دوام بالا و کاربری آسان سبب شد تولید این خودرو با سرعت ادامه پیدا کند و در فوریه سال ۷۲، رکورد فورد مدل تی را با بیش از ۱۵ میلیون دستگاه بشکند.
در اواخر دهه ۶۰ با ورود رقبای ارزان قیمت ژاپنی که امکانات مناسب و طرح به‌روزتری داشتند، مسئولان فولکس ناچار شدند تغییراتی در بیتل اعمال کنند که حاصل آن یک موتور ۱۵۰۰ سی‌سی ۵۴ اسبی، قفل داخلی درها، چراغ دنده عقب و… بود. این مدل را می‌توان از چراغ عقب بزرگ و شبکه‌های روی در موتور شناخت.

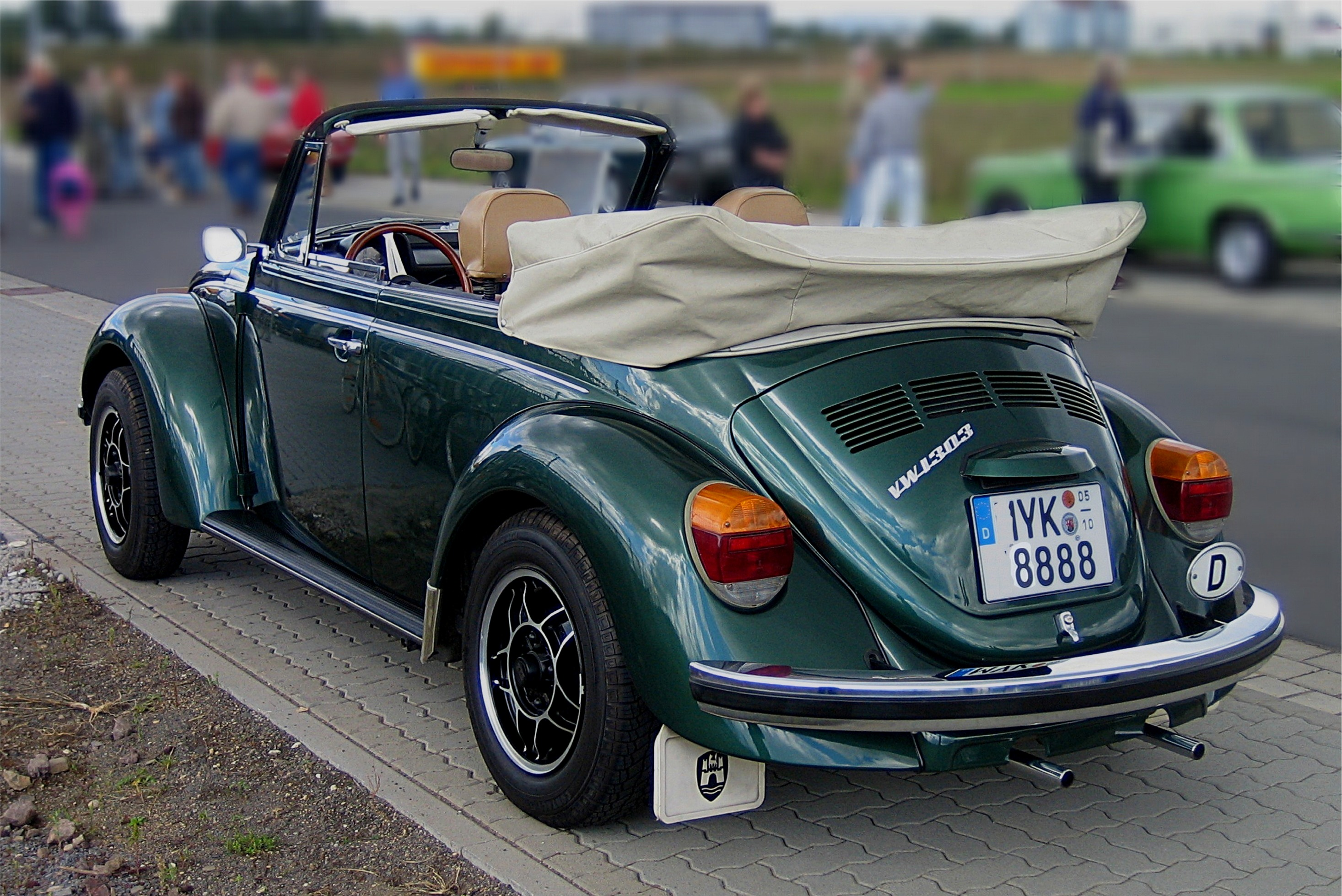

در دهه ۱۹۷۰ با تولید گلف عده‌ای معتقد بودند دوران بیتل‌ها به سر آمده اما این اتفاق رخ نداد و تنها تولید بیتل از آلمان خارج و به کشورهای برزیل و مکزیک منتقل شد. موتور قدرتمند ۱۶۰۰ سی‌سی نیز در همین دوران روی بیتل نصب شد. تولید این خودرو تا سال ۲۰۰۳ در مکزیک ادامه داشت و سرانجام با عرضه ۲۱٫۵۲۹٫۴۶۴ دستگاه به تولید این مدل پایان داده شد که این میزان بیشترین رقم تولید خودرو تا به اکنون است.
هرچند تویوتا کورولا در مجموع بیش از این تعداد ساخته اما کرولا به دفعات تغییر کرده‌است ولی بیتل بدون تغییر جدی به این رکورد دست پیدا کرد. تقریباً تمام انواع بیتل حتی نوع کروکی آن به بازار ایران وارد شدند.

## بیتل و سینما
خودرو فولکس‌واگن بیتل در بسیاری از فیلم‌های هالیوودی و غیر هالیوودی نقش داشته‌است، که مهم‌ترین آن‌ها هربی محصول شرکت والت دیزنی است، که ماجرای یک فولکس بیتل مسابقه است، که درک و شعور دارد.

## فولکس واگن، یادگاری از پورشه و هیتلر
آدولف هیتلر، رهبر نازی‌های آلمان هم به فکر ساختن یک خودروی ارزان بود که همگان بتوانند آن را خریداری کنند. اگر چه او هرگز نتوانست رانندگی را تجربه نماید؛ ولی علاقه شدیدی به خودرو داشت.
فردیناند پورشه نیز یکی دیگر از علاقه‌مندان به این طرح بود که با صرف انرژی بسیار و تجربیات گسترده خود، نخستین خودروی کوچکش را در سال ۱۹۲۲ ساخت و برای تولید انبوه این خودرو در سطح وسیع تلاش زیادی کرد. آرزوی او برای ساخت خودرو همگانی در سال ۱۹۳۰ با ایجاد کارخانه‌ای برآورده شد؛ ولی او تصمیم داشت خودروهایی بزرگ‌تر با کارایی بالاتر و قیمت پایین‌تر تولید کند.
در سال بعد او فعالیتش را با کار بر روی پروژه جدیدی آغاز و یک موتور ۵ سیلندر طراحی کرد. با حمایت‌های هیتلر پورشه توانست این خودروها را در حدود نصف قیمت بقیه خودروهای موجود در آلمان ارائه کند. سه مدل اول این خودرو در گاراژ خانه فردیناند تولید شد، سپس طرح‌های آن در اختیار شرکت اوپل قرار گرفت و خودروهایی با قیمت‌های ارزان تولید شد. این مدل نواقصی داشت که برای اصلاح آن سرمایه‌گذاری بزرگی از سوی هیتلر انجام گرفت و سه ماه بعد شرکت فولکس‌واگن به معنی گروه تولیدکننده خودروهای مردم آلمان تأسیس شد. در ابتدای کار حدود ۳۰ مدل مختلف خودرو ساخته شد که همه این مدل‌ها توسط ارتش آلمان تست شدند. هیتلر در سال ۱۹۳۸ شعبه جدیدی برای این شرکت تأسیس کرد و این قسمت جدید به سرعت تولید خودروهای ارزان قیمت را برای افرادی که قدرت خرید پایین‌تری داشتند، آغاز کرد.
نخستین خودروهای پیش از جنگ این شرکت کی‌دی‌اف-واگن محصول سال ۱۹۳۹ بود که همگان آن‌ها را با نام «بیتل» می‌شناختند. در طی جنگ این شرکت بر اثر بمباران هوایی شدیداً آسیب دید و با پایان گرفتن جنگ در سال ۱۹۴۵ آلمان به چند بخش تقسیم شد و کارخانه کی‌دی‌اف-واگن در بخشی که تحت کنترل انگلیسی‌ها بود، قرار گرفت. پس از آن خودروهای بیتل به کشورهای دیگر صادر شدند.
این شرکت در سال ۱۹۴۵ توانست ۱۷۸۵ دستگاه خودرو به بازار عرضه کند که همه آن‌ها به عنوان سرویس مورد استفاده قرار گرفتند. در سال بعد این رقم به ۱۰ هزار دستگاه افزایش یافت. این شرکت در ابتدای سال ۱۹۴۸ به آلمانی‌ها پس داده شد و «هاینریش نورداف» ریاست آن را به عهده گرفت. او تصمیم گرفت شرکت را توسعه دهد و در این راستا دو کارخانه برای تولید نمونه‌هایی با سقف متحرک (کروکی) فولکس قورباغه‌ای در نظر گرفته شد. کارخانه کارمان (کارمان) برای ساخت نمونه چهار نفره و هبمولر (Hebmüller) برای نمونه‌های دو نفره انتخاب شدند.
هاینریش در گذشته برای شرکت‌های اوپل و ب. ام. و کار کرده بود و اطلاعات خوبی در زمینه خودروهای آمریکایی و روش تولید انبوه آن‌ها داشت. او با علم صادرات خودرو کاملاً آشنا بود و در همان سال تعداد زیادی از تولیدات این شرکت را به خارج از آلمان صادر کرد.
پورشه که تا آن زمان به عنوان مهندس مشاور شرکت فعالیت داشت، در کارخانه بزرگ خود خودروهای اسپرت تولید می‌کرد. نورداف در آوریل سال ۱۹۶۹ پس از بازنشستگی در گذشت و با تغییر مدیریت، این شرکت دچار مشکلات شدید شد که به مرور زمان موفق به حل آن‌ها شدند. تا سال ۱۹۷۲ این شرکت توانسته بود حدود ۱۵ میلیون دستگاه خودرو تولید کند که پیروزی بزرگی محسوب می‌شد؛ البته در ماه مه سال ۱۹۸۱ تولید ۲۰ میلیون بیتل توسط فولکس واگن در کشور مکزیک جشن گرفته شد.

## نگارخانه

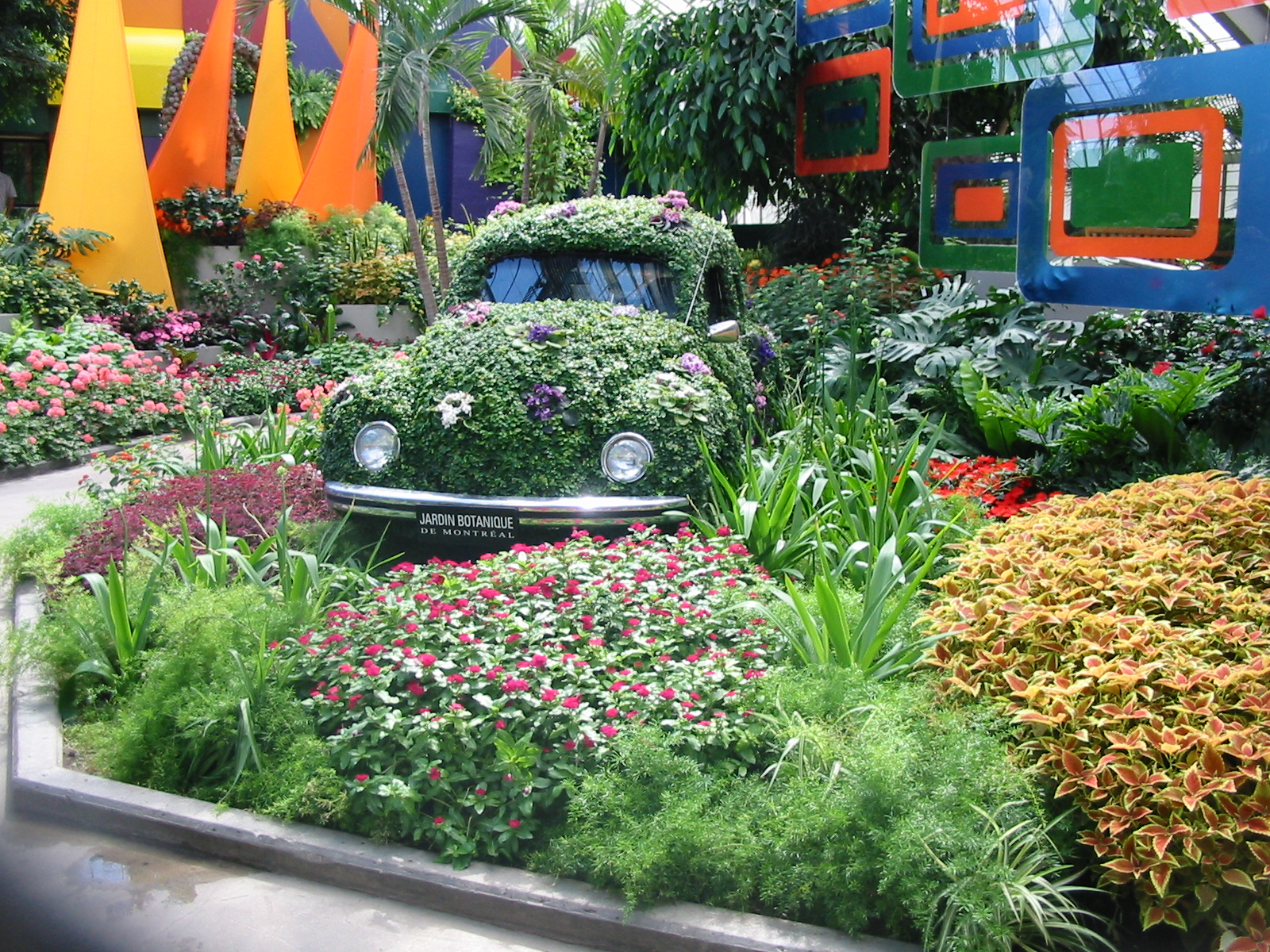
سوسک پوشیده از گل در گلخانه باغ گیاه‌شناسی مونترال
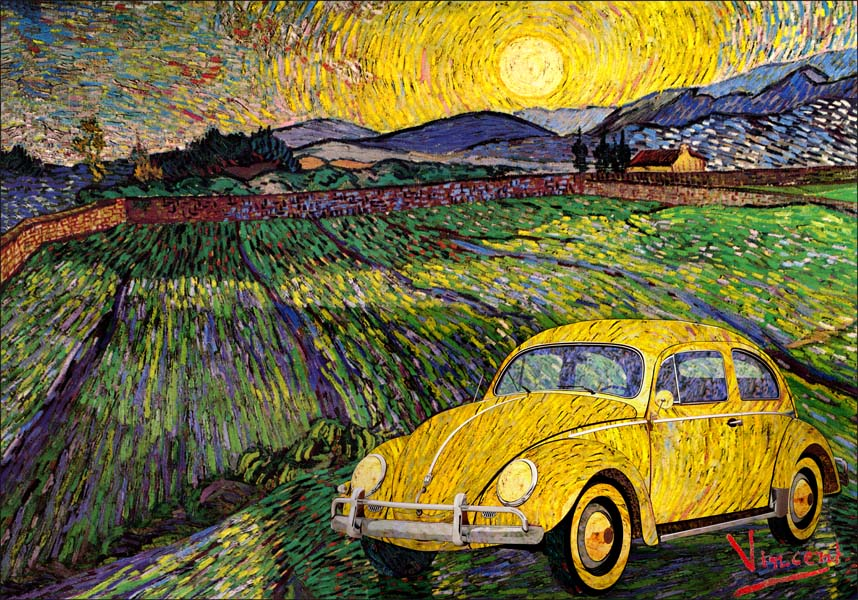
VW-Vincent، ۱۹۹۹، اثر هنری توسط هایکنوالدر هوگو